# Pedro Vaz (Cap Verd)
Pedro Vaz (crioll capverdià Pedru Vaz) és una vila a l'est de l'illa de Maio a l'arxipèlag de Cap Verd. Està situada 16 kilòmetres al nord de Vila do Maio.